# Panembangan
Panembangan is een bestuurslaag in het regentschap Banyumas van de provincie Midden-Java, Indonesië. Panembangan telt 4721 inwoners (volkstelling 2010).